# Hervormde kerk (Everdingen)
De Hervormde kerk is een gotisch kerkgebouw in het Nederlandse dorp Everdingen, provincie Utrecht. De kerk is een rijksmonument en wordt anno 2023 gebruikt door de Hervormde Gemeente Everdingen.

## Geschiedenis
De oudste vermelding van een ‘capellam in Everdingen’ dateert uit de 13 eeuw. Deze kapel was gebouwd met het sloopmateriaal van de nabijgelegen kerk van Autena, die in 1173 door een overstroming was beschadigd en daarna was verlaten. De kapel van Everdingen had ook de inventaris en goederen van Autena gekregen.
Tussen 1259 en 1267 werd de kapel opgewaardeerd tot een parochiekerk. Hierdoor konden er ook huwelijken en doopplechtigheden plaatsvinden. In 1282 werd de kapel officieel een kerk. Zij was een dochterkerk van de kerk van Hagestein en gemeenschappelijk bezit van de Utrechtse kapittels van de Domkerk en Oudmunster. Begin 14e eeuw wist de Everdingse kerk zich los te maken van Hagestein. Tot aan de reformatie vormden de kerken van Everdingen en Zijderveld één parochie, waarbij de kerk van Zijderveld als dochterkerk fungeerde.

### Brand en herbouw
Op de Pinksterdag van 1498 brandde de kerk af. Al snel werd de kerk herbouwd, waarbij stenen van de afgebrande kerk werden hergebruikt. Het nieuwe bouwwerk kreeg een schip van circa 27 meter lang, afgesloten met een koor van één travee met een vijfzijdige sluiting. Na 1515 werd aan de kerk een toren van 30 meter hoog toegevoegd. Deze toren kende drie geledingen, een hoge spits, en een traptoren aan de noordzijde.
De reformatie zorgde er voor dat de kerk van Zijderveld in 1581 afgescheiden werd van Everdingen. De kerk van Everdingen werd nu toegevoegd aan Culemborg. In 1623 werd de eerste vaste predikant aangenomen.

### Bouwvallig
De kerk was begin 19e eeuw bouwvallig geworden en in 1810 zakte de kap van het schip in. Hierdoor moest het schip over een lengte van 12 meter worden afgebroken. De toren kwam nu dus los te staan van het kerkgebouw. In 1817 werd de torenspits verwijderd, maar in 1855 was de toren zo onstabiel geworden dat er werd overgegaan tot een publieke veiling. Na de verkoop volgde al snel de afbraak. Ter vervanging van de toren werd in 1857 aan het schip een smalle travee toegevoegd waarop een open klokkentorentje werd geplaatst. Tevens werden de buitenmuren wit gepleisterd.

### Restauraties
In de 20e eeuw volgden diverse restauraties. In de jaren 1930-1931 werd de pleisterlaag afgebikt, waarna de muren werden hersteld en opnieuw gevoegd. In 1946 volgde de restauratie van het interieur en het 17e-eeuwse meubilair. In de jaren 1972-1973 werd het klokkentorentje vernieuwd, terwijl de kap werd hersteld en het 19e-eeuwse stucgewelf werd uitgebroken. Ook de ramen werden vernieuwd: de 19e-eeuwse gietijzeren raamvullingen werden vervangen door tufsteen.
De consistorie die in 1946 tegen de noordzijde van het koor was gebouwd, werd in 1976 door een groter exemplaar vervangen.

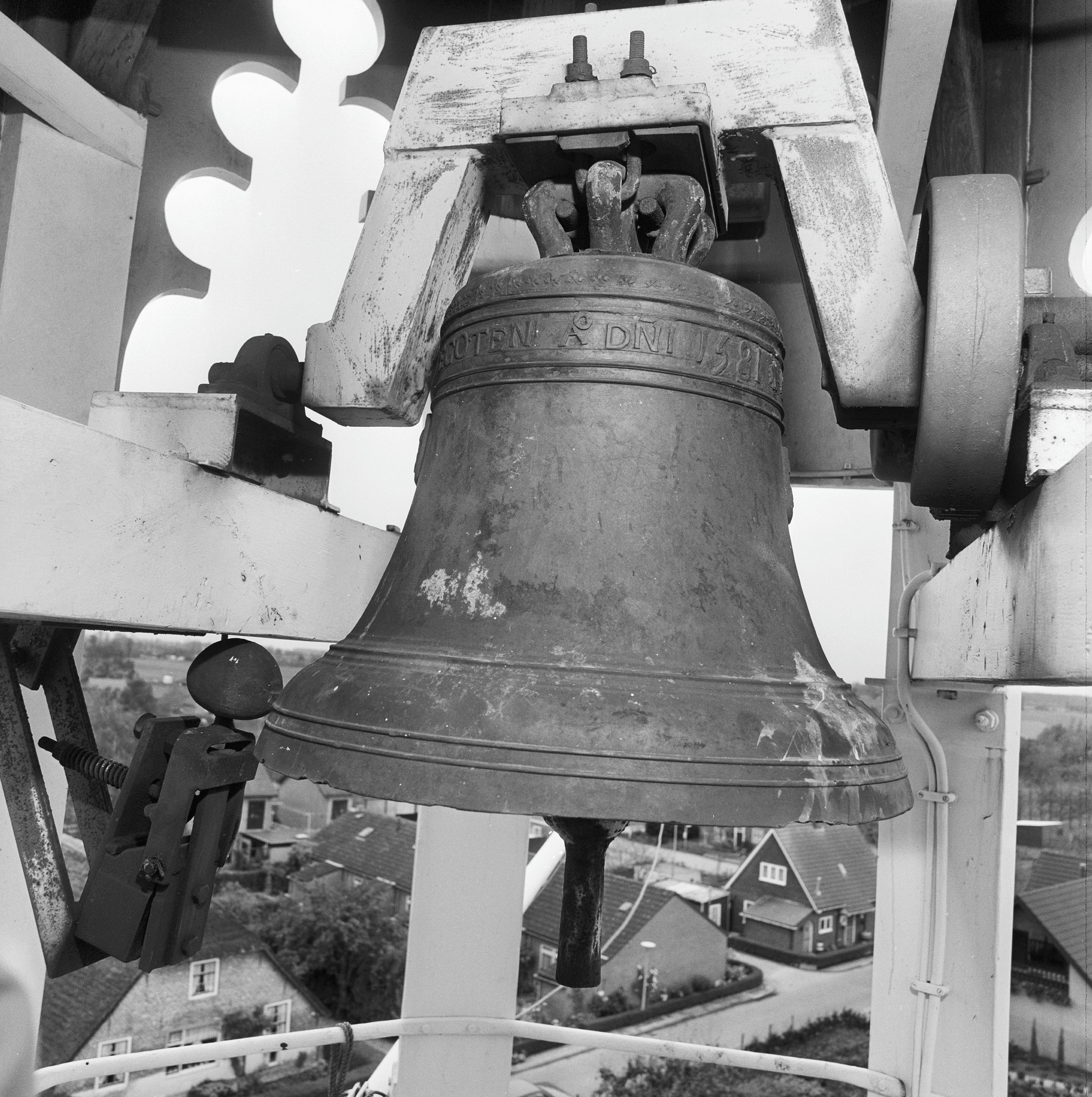
Kerkklok uit 1581

## Beschrijving
Het eenbeukige, rechthoekige schip bestaat uit drie traveeën. Het dak is bedekt met leisteen. De westgevel is in 1857 toegevoegd en kent een spitsboogvormige toegang en een rond venster. Op het dak boven de westgevel bevindt zich de achtzijdige, met leisteen beklede klokkentoren. Hierin hangt een klok uit 1581, die oorspronkelijk voor Arkel was gegoten en daardoor de wapens van Arkel en Gorinchem als afbeeldingen draagt.
Het koor heeft vijf zijden. Drie van de vijf vensters zijn dichtgemetseld. De consistorie is tegen het koor aan gebouwd.
Binnen in de kerk staan een preekstoel, doophek, doopbanken en voorschotten uit de eerste helft van de 17e eeuw. Het plafond bestaat uit een houten tongewelf. Het orgel is in 1956 gebouwd door Van Vulpen.
Aan de west- en zuidzijde van de kerk ligt een kerkhof.